# Arboridia versuta
Arboridia versuta är en insektsart som först beskrevs av Melichar 1897.  Arboridia versuta ingår i släktet Arboridia och familjen dvärgstritar. Inga underarter finns listade i Catalogue of Life.